# موسیقی برای امدادرسانی

لوگوی بنیاد Music For Relief

موسیقی در جهت دستگیری و امداد رسانی، یک بنیاد خیریه تأسیس شده توسط لینکین پارک در سال ۲۰۰۵ است. از جمله فعالیت‌های این بنیاد می‌توان به کمک به قربانیان و بازماندگان بلایای طبیعی و حفظ محیط زیست و مبارزه با گرمایش جهانی اشاره کرد.

## فعالیت‌ها
از زمان تأسیس، این بنیاد توانسته بیش از ۳٫۹ میلیون دلار به بازماندگان کمک کند. بازماندگان حوادثی از قبیل:
زلزلهٔ اقیانوس هند در سال ۲۰۰۴ – گردبادها و طوفان‌های کاترینا و ریتا (با همکاری خیریهٔ هالیوود به ساخت خانه برای این افراد پرداخت) – آتش‌سوزی در کالفرنیا ۲۰۰۷ – گردباد در بنگلادش – زلزلهٔ هائیتی در سال ۲۰۱۰ و زلزله و سونامی توهوکو (ژاپن) در سال ۲۰۱۱.
این بنیاد دو کنسرت در سال ۲۰۰۵ با حضور هنرمندان مختلف و مشهور برای کمک رسانی برپا کرده‌است.

## لینکین پارک
تا به حال ۳ آلبوم برای این مؤسسه تهیه شده: دو ورژن برای زلزله زدگان هائیتی در سال ۲۰۱۰ و یکی هم برای زلزله زدگان توهوکو. در این آلبوم‌ها ترانه‌های متعددی از هنرمندان مختلف وجود دارد که مردم را تشویق به دانلود می‌کنند، درآمد حاصل از این دانلودها صرف کمک‌های امدادی به قربانیان بلایای طبیعی می‌شود. در آلبوم کمک به هائیتی هنرمندانی همچون اسلش، انریکه ایگلسیاس، پیتر گابریل و… با لینکین پارک همکاری کرده‌اند. در آلبوم کمک به سونامی ژاپن که در سال ۲۰۱۱ منتشر شد از لینکین پارک ترانه‌ای بی کلام به نام "Issho Ni" به چشم می‌خورد.
در هنگام ساخت آلبوم برای سونامی ژاپن، مایک شینودا دو تی شرت طراحی کرد، همچنین چستر بنینگتون با کمک کارخانهٔ اسنوبرد کالیفرنیا اسنوبردهایی با نام لینکین پارک تهیه کرد که هرکسی با خرید این اسنوبردها و تی شرت‌ها می‌توانست به این مؤسسه کمک کند.
از دیگر فعالیت‌های لینکین پارک برای این بنیاد می‌توان به شرکت کردن مایک شینودا و دیو "فینیکس" فارل در لیگ بیسبال و اختصاص درآمد آن به خیریه در سال ۲۰۰۸، تهیهٔ ۸۰۰ هزار نهال برای کمک به کاهش گرمایش جهانی به کمک جامعهٔ طرفداران لینکین پارک "LPU"، جمع‌آوری مبالغی و فرستادن آن به سازمانهای بین‌المللی امداد رسانی، اختصاص بخشی از درامدهای پروجکت روولوشن به این بنیاد و… اشاره کرد.

## افتخارات
لینکین پارک به خاطر فعالیت‌های برجستهٔ این مؤسسه در جهت کمک رسانی در نوامبر ۲۰۱۱ از طرف سازمان ملل متحد جایزهٔ رهبری جهانی (به انگلیسی: Global Leadership Award) را دریافت کرد.